# Tyrannomyrmex

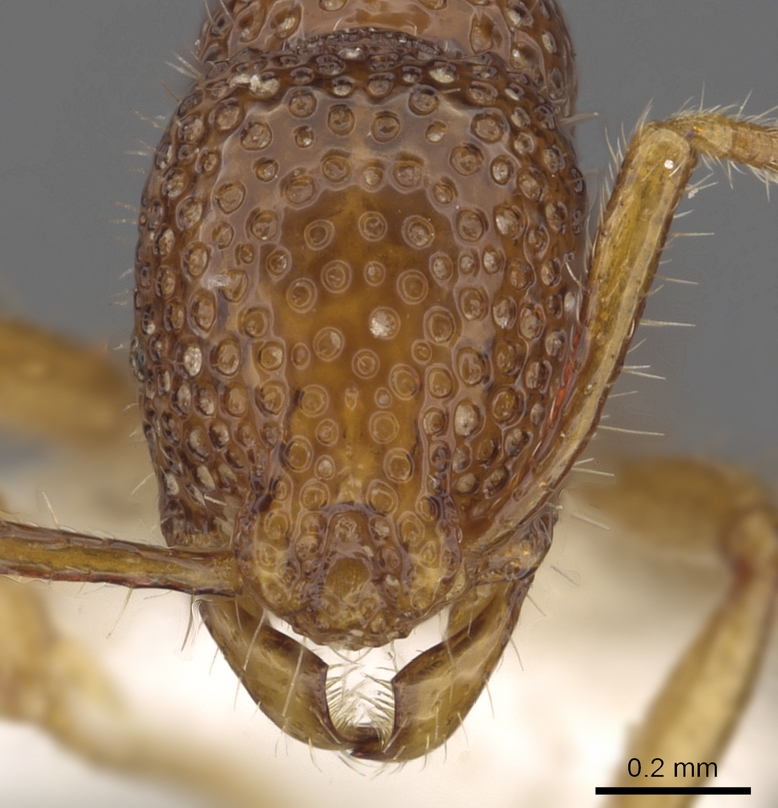
Tyrannomyrmex rex

Tyrannomyrmex (лат.) — род муравьёв из подсемейства мирмицины (триба Solenopsidini). Распространены в Южной и Юго-Восточной Азии. Известно 4 редких вида, у которых отсутствует характерная почти для всех других муравьёв защитная метаплевральная железа.

## Распространение
Тропики Старого Света: Южная и Юго-Восточная Азия (Малайзия, Сингапур, Индия, Шри-Ланка).

## История открытия
Род был впервые выделен в 2003 году колумбийским мирмекологом Фернандо Фернандезом (профессором Национального университета Колумбии, Богота), который описал новый для науки и необычный вид Tyrannomyrmex rex по единственному рабочему муравью, обнаруженному 1994 году в лесной подстилке на Малайском полуострове (Негри-Сембилан, Pasoh Forest Reserve, Юго-Восточная Азия). Второй вид рода, T. dux, был описан в 2007 году (Borowiec, 2007) и также по единственному рабочему муравью, собранному в 1999 году в подстилочном лесном слое, но в другом регионе Южной Азии, в южной Индии. Единственный рабочий третьего вида T. legatus, описанного в 2013 году Алпертом (Alpert, 2013) был собран в 2006 году из лиственного наземного слоя в низинном диптерокарповом лесу в южной Шри-Ланке. Этот вид в целом сходен с двумя ранее описанными видами род Tyrannomyrmex. Первую самку удалось описать только в 2017 году, когда из южной Индии (Керала) был описан 4-й вид, Tyrannomyrmex alii Sadasivan & Kripakaran, 2017.

## Описание
Мелкие (около 3 мм) светло-коричневые или оранжево-жёлтые муравьи. Мандибулы с двумя зубцами на жевательном крае (апикальный и мелкий субапикальный); на базальном крае жвал зубцы отсутствуют. Внутренний вентральный край жевательной поверхности мандибул покрыт щетинками. Глаза мелкие, остаточные (состоят из нескольких фасеток). Усики 11-члениковые с 3-сегментной булавой. Нижнечелюстные и нижнегубные щупики редуцированные, состоят из двух сегментов (формула щупиков: 2,2). Лобные валики и усиковые бороздки на голове отсутствуют. Грудь почти без швов, сверху округлая. Проподеальные шипики мелкие, треугольные. Голова и грудь покрыты мелкими ямками-пунктурами; бороздки и морщинки отсутствуют. Жало развито, относительно крупное. Отсутствуют метаплевральные железы (у всех исследованных видов нет выходных отверстий этих характерных для абсолютного большинства муравьёв защитных желёз на заднегрудке).
Биология остаётся малоизученной. Такие признаки внешнего строения как мелкие глаза и малое число зубцов в мандибулах говорят о том, что все четыре сходных вида муравьёв рода Tyrannomyrmex, вероятно, ведут подземный и хищный образ жизни. Все обнаруженные рабочие были найдены в сборах из наземного лиственного слоя. Большая редкость таких коллекций (до сих пор было найдено лишь несколько экземпляров всех описанных видов) предполагает подстилочную или подземную фуражировочную активность представителей Tyrannomyrmex и их гнездование в подстилочном слое или в глубинных подземных горизонтах почвы. Семьи малочисленные, единственная исследованная колония Tyrannomyrmex rex включала всего около 15 муравьёв. Попытка содержать и исследовать муравьёв из обнаруженной колонии в искусственных лабораторных условиях окончилась неудачно на 10-е сутки. Муравьи отказывались от всех видов предложенного корма (насекомые, пауки, многоножки, мёд), что предполагает их узкую специализацию на строго определённом виде пищи.

## Систематика
Известно 4 вида. Из-за уникального сочетания признаков, систематическое положение рода внутри подсемейства Myrmicinae остаётся неясным. Более всего напоминает отдельных членов группы родов Adelomyrmex genus-group (Adelomyrmecini, например, род Baracidris). Своими двузубчатыми жвалами сходен с родом Afroxyidris из Африки и ископаемым родом Oxyidris из Доминиканского янтаря. Первое описание сделал в 2003 году колумбийский мирмеколог Фернандо Фернандез (профессор Национального университета Колумбии, Богота), дав название новому роду очень сходное с ископаемым ящером Тираннозавром рексом. Первоначально, Фернандез не смог дать уверенное систематическое положение нового таксона, а среди потенциальных родственников рассматривались трибы Adelomyrmecini и Solenopsidini. Поэтому род был временно определён как incertae sedis внутри подсемейства Myrmicinae. Позднее с помощью молекулярно-генетических исследований было показано родство с родом Monomorium (Monomorium latinode + Monomorium brocha), и трибой Solenopsidini.
- Tyrannomyrmex alii Sadasivan & Kripakaran, 2017 — Керала, Южная Индия[4]
- Tyrannomyrmex dux Borowiec, 2007 — Керала, Южная Индия[5]
- Tyrannomyrmex legatus Alpert, 2013 — Шри-Ланка[3]
- Tyrannomyrmex rex Fernández, 2003 — штат Негри-Сембилан на западном берегу Малаккского полуострова, Малайзия[1], Сингапур[2]

### Рабочие муравьи в профиль

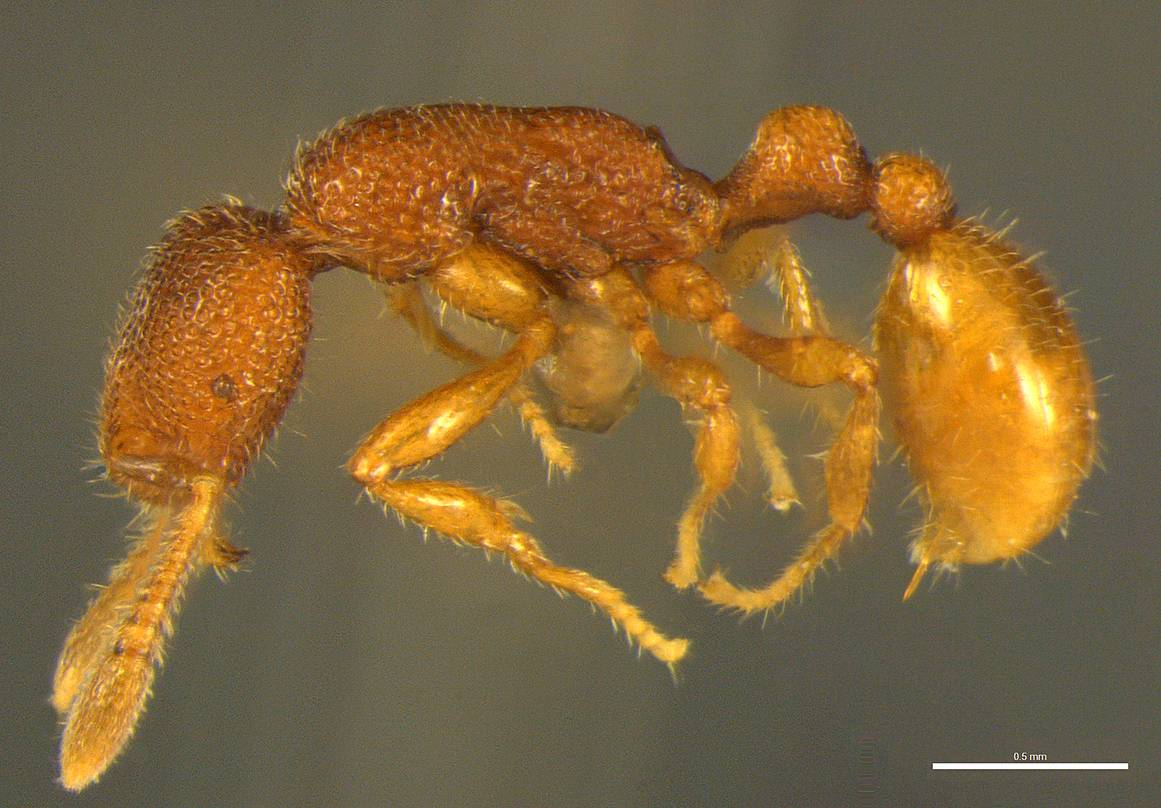
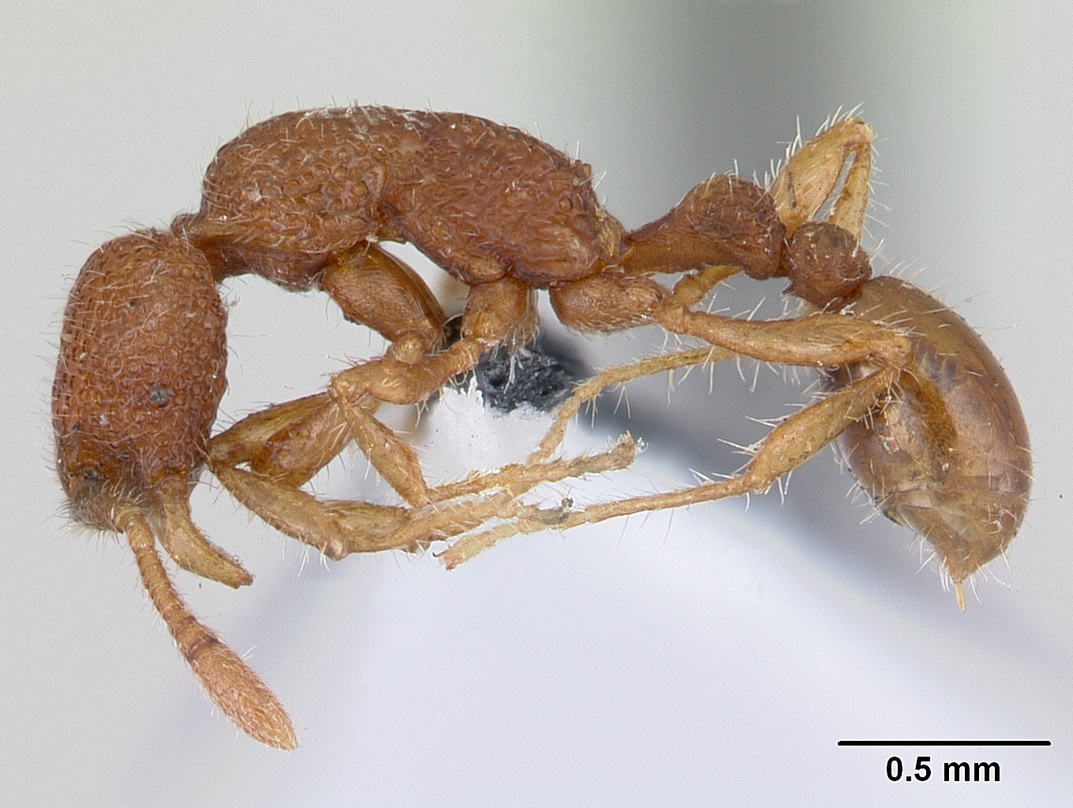
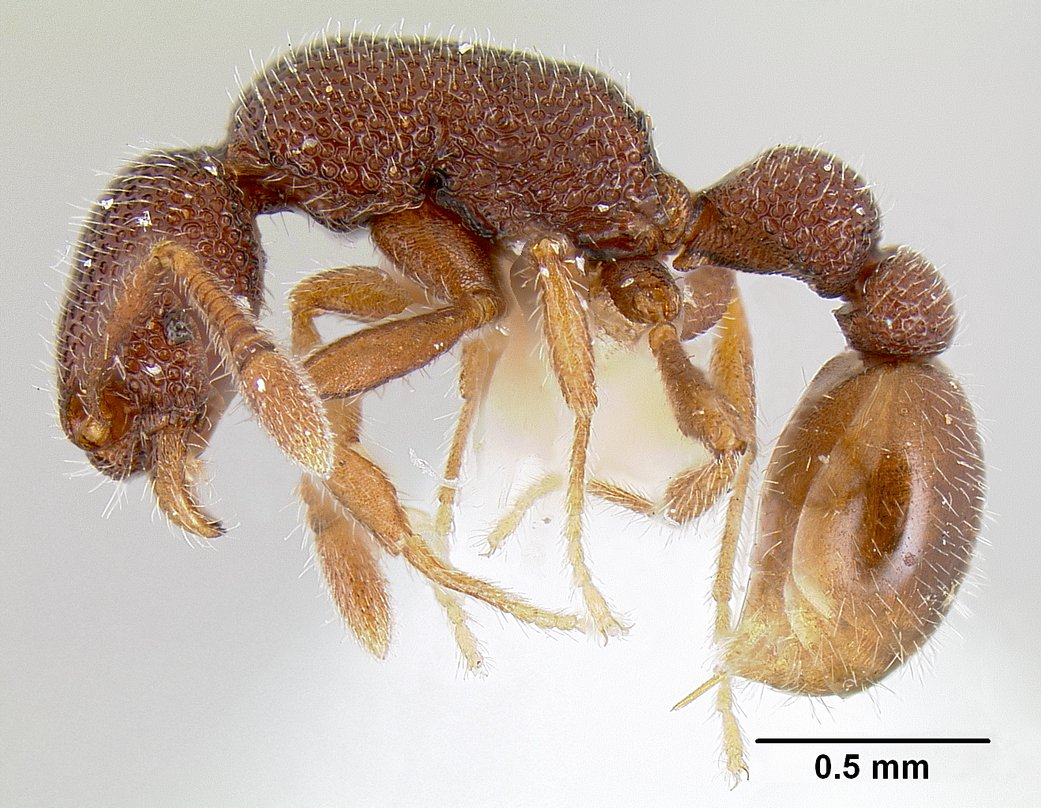

- Tyrannomyrmex alii
- Tyrannomyrmex dux
- Tyrannomyrmex legatus

### Голова рабочих муравьёв

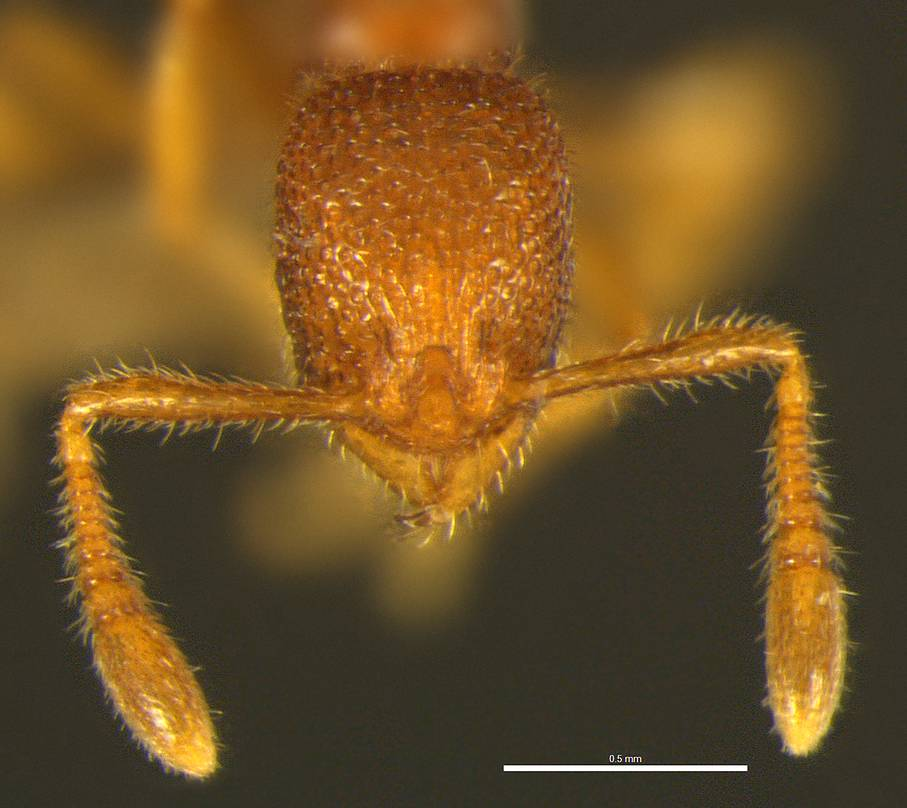
Голова муравья Tyrannomyrmex alii
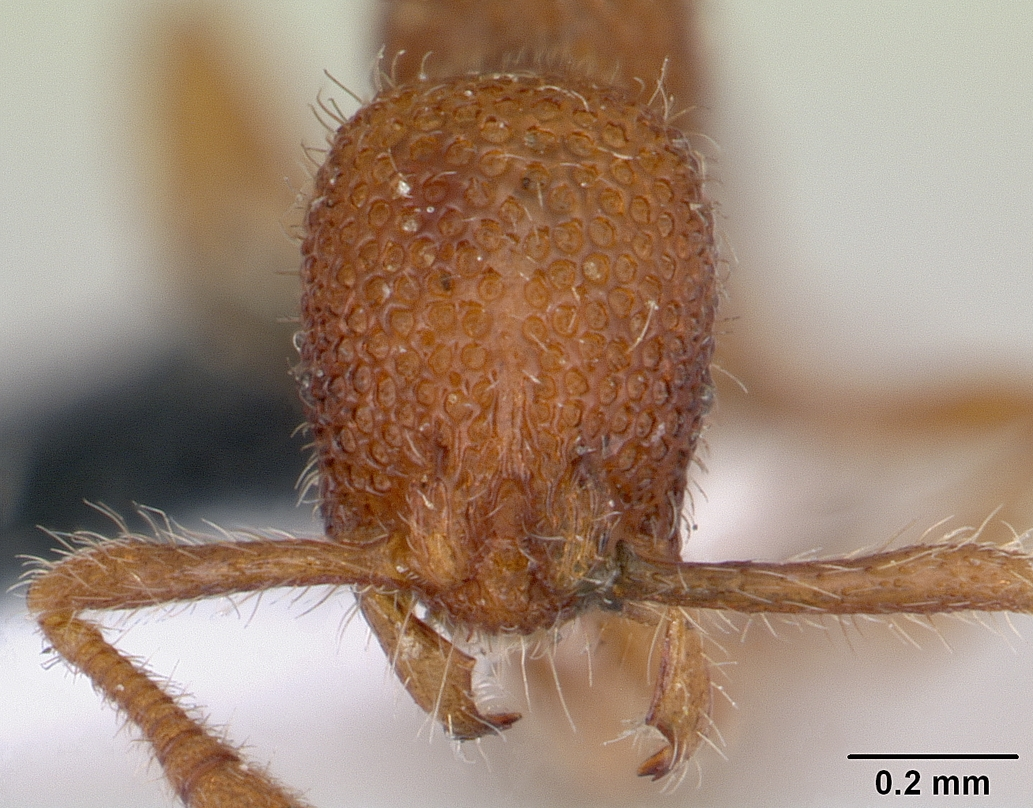
Голова муравья Tyrannomyrmex dux
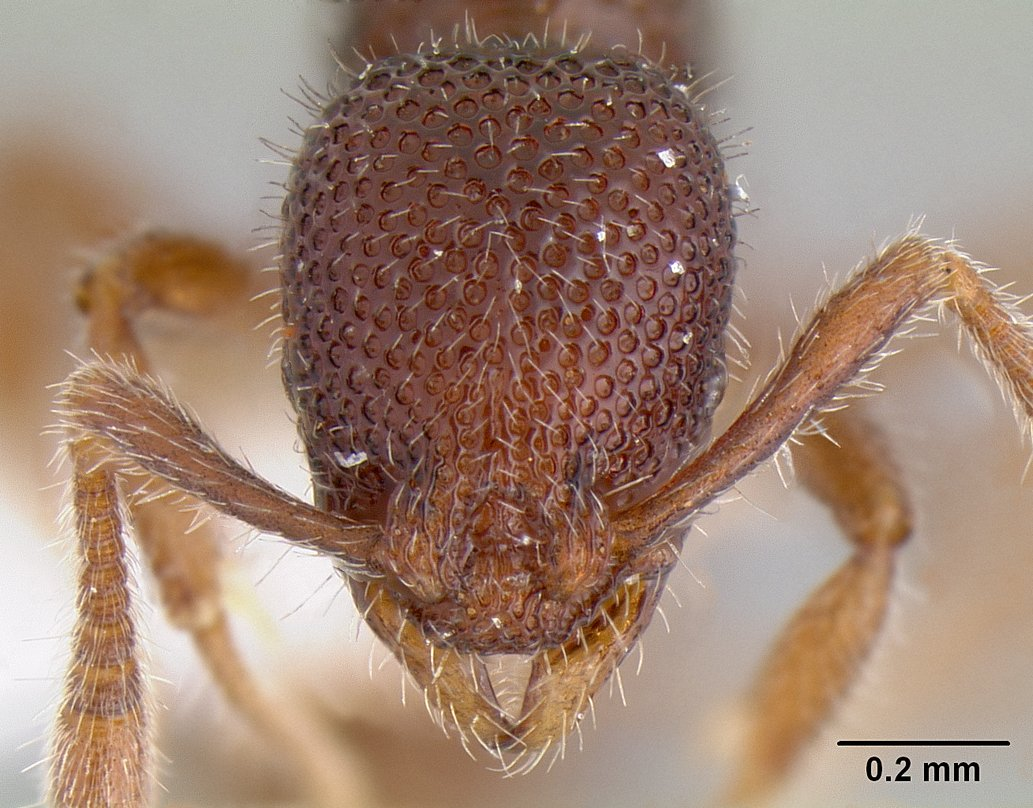
Голова муравья Tyrannomyrmex legatus